# Măcin
Măcin (prononcé en roumain [məˈt͡ʃin]) est une ville et un petit port sur la rive droite du Danube, au sud-est de la Roumanie, dans le massif hercynien du Măcin, dans le județ de Tulcea, en Dobrogée. Peuplée d'environ 12 100 habitants, elle est jumelée avec Blaye depuis le 7 juillet 1991. Le nom du massif, très érodé, paraît provenir du verbe roumain a măcina (moudre) et signifier « moulu » ; le nom antique était Arrubium (site archéologique).

## Démographie
Lors du recensement de 2011, 84,54 % de la population se déclarent roumains, 3,89 % comme roms et 2,35 % comme turcs (8,57 % ne déclarent pas d'appartenance ethnique et 0,63 % déclarent appartenir à une autre ethnie).

## Politique
| Parti | Parti                                                 | Sièges |
| ----- | ----------------------------------------------------- | ------ |
|       | Parti national libéral (PNL)                          | 9      |
|       | Parti social-démocrate (PSD)                          | 5      |
|       | Union nationale pour le progrès de la Roumanie (UNPR) | 2      |
|       | Parti Mouvement populaire (PMP)                       | 1      |

## Jumelage
- Blaye (France)